# Doubravice (ort i Tjeckien, Södra Böhmen, lat 49,35, long 13,86)
Doubravice är en ort i Tjeckien.   Den ligger i regionen Södra Böhmen, i den centrala delen av landet, 90 km söder om huvudstaden Prag. Doubravice ligger 541 meter över havet och antalet invånare är 251.
Terrängen runt Doubravice är huvudsakligen platt. Doubravice ligger uppe på en höjd. Runt Doubravice är det ganska glesbefolkat, med 40 invånare per kvadratkilometer. Närmaste större samhälle är Strakonice, 10,5 km söder om Doubravice. Trakten runt Doubravice består till största delen av jordbruksmark.